# Капитон, Вольфганг Фабрициус
Во́льфганг Фабри́циус Капито́н (лат. Capito, собственно нем. Wolfgang Fabricius Köpfel; 1478, Хагенау — 4 ноября 1541, Страсбург) — немецкий реформатор.
Ещё в юности, учась в латинской школе в Пфорцхайме, латинизировал своё имя. Учился в университетах Ингольштадта и Фрайбурга — сперва медицине, затем праву и, наконец, теологии.
Был священником, затем — в 1515—1519 годы — проповедником и профессором богословия в Базельском университете, где познакомился с Ульрихом Цвингли и вступил в переписку с Мартином Лютером. С 1523 года обосновался в Страсбурге, был пробстом общины святого Фомы, активно участвуя в движении Реформации. Вместе с Мартином Буцером составил «Confessio Tetrapolitana» («Исповедание четырёх городов») — протестантское учение, промежуточное между учениями Цвингли и Лютера.